# La Sorcière noire (téléfilm)
La Sorcière noire (Fantaghirò 2) est le second épisode de la série télévisée La Caverne de la rose d'or diffusé pour la première fois sur Canale 5 le 20 décembre 1992.

## Résumé
Dans une forêt lugubre et effrayante, se trouve « un château noir » dans lequel vit une reine noire, accompagnée de ses deux jeunes esclaves, Éclair et Tonnerre. Dans le royaume de Fantagaro, des brigands attaquent les invités du mariage et la reine vient à leur secours. Le chef des brigands, Œil d'or, promet de se venger. Une petite fille, également invitée à la cérémonie, tombe dans l'eau et est sauvée par Romualdo, sans savoir qu'elle est envoyée par la reine noire pour délivrer un présent ensorcelé aux futurs mariés. L'amour que Fantagaro et Romualdo éprouvent l'un envers l'autre lui répugne. Pour les séparer et semer le mal, la sorcière fait capturer le père de Fantagaro, qui a abdiqué, peu de temps avant le mariage de celle-ci avec Romualdo. Ce dernier se voit contraint de partir en guerre pour ramener le vieux souverain et pouvoir ainsi se marier avec la femme qu'il aime. En chemin, les hommes de Romualdo se font capturer par les lutins de la forêt qui leur reprochent d'être armés pour traverser leur territoire. Les lutins emmènent les hommes auprès de la reine des elfes qui décidera de leur sort. Celle-ci leur accorde trois chances sous forme d'épreuves. La première consiste à chasser des animaux et les tuer pour les ramener à la reine. Mais Romualdo refuse, estimant que c'est un ordre contradictoire. La seconde épreuve consiste à abattre un vieux chêne à la hache. Cataldo est persuadé que c'est un nouveau piège et Romualdo renonce encore une fois. La dernière épreuve consiste à changer le cours de la rivière avant le temps imparti. En discutant avec les animaux de la rivière, Romualdo comprend les conséquences d'un détournement de l'eau et refuse une nouvelle fois d'obéir aux ordres. La reine des elfes lui avoue qu'elle espérait bien qu'il prouve sa noblesse de cœur en refusant de tuer ses animaux, ses arbres et ses poissons. Elle le laisse donc repartir libre.

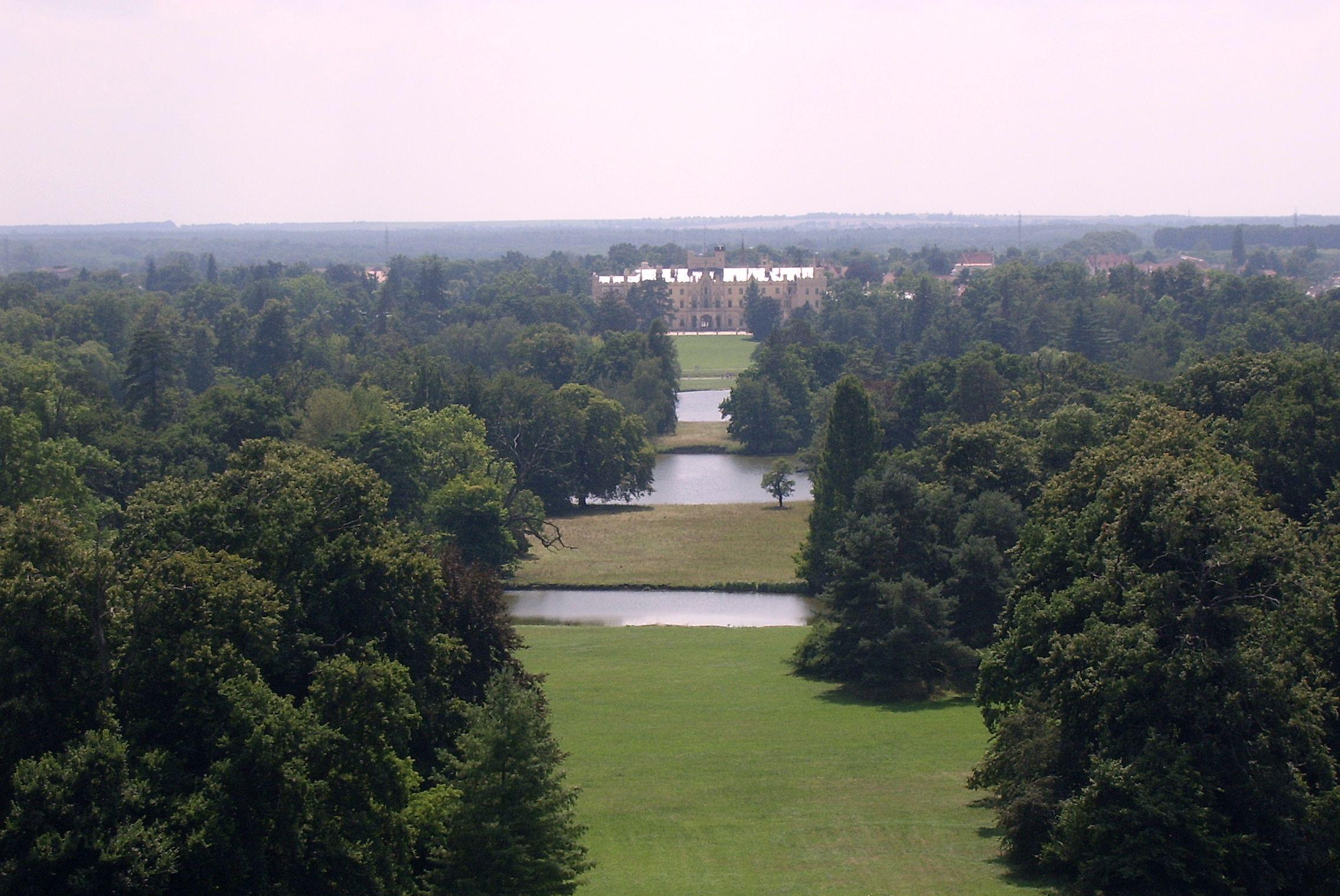
Le grand parc de Lednice où ont été tournées de nombreuses scènes extérieures des premiers épisodes.

Malgré son serment, Fantagaro renonce à rester inactive au château et part à la recherche de son père de son côté. En chemin, son cheval Crin d'or se fait piéger par des sables mouvants et tous deux atterrissent dans le royaume du féroce dévoreur de citrons. Celui-ci cherche à savoir où le « jeune homme » cache son trésor. Œil d'or, qui travaille pour le dévoreur de citrons, reconnaît Fantagaro et pour se venger de sa première défaite, propose à son maître de déguiser l'intrus en femme pour divertir l'assemblée. Fantagaro est contrainte de danser si elle ne veut pas que son cheval soit tué. En jouant son numéro, Fantagaro parvient à berner le dévoreur de citrons. Elle s'en sert comme otage pour s'enfuir. Malgré le filet tendu par Œil d'or, Fantagaro parvient à s'échapper. Elle trouve sur le sol une pierre qui parle et qui revient à son lanceur. Elle garde cette pierre très utile sur elle. Lorsque Romualdo pénètre dans la forêt noire, la sorcière prend l'apparence de Fantagaro et emmène Romualdo dans son château. La sorcière noire jette un sort à Romualdo, afin qu'il oublie définitivement Fantagaro et qu'il tombe amoureux d'elle.
En arrivant au château noir, Fantagaro rencontre le mystérieux roi noir et lui demande un duel contre son champion pour mettre fin à la guerre. Le roi noir accepte, à condition que ce soit un duel à mort. La reine noire choisit Romualdo comme champion. De leur côté, Cataldo, Ivaldo et les hommes de Romualdo sont délivrés par Tonnerre, la petite fille que Romualdo avait sauvé de la noyade, après qu'elle a endormi la sorcière avec l'une de ses potions. Tonnerre fait promettre à Cataldo et Ivaldo de l'emmener loin du château noir, son frère Éclair ayant été renvoyé par la reine noire et Tonnerre se retrouvant seule. Cataldo demande à la petite fille de le mener auprès de Romualdo, en échange de quoi il l'emmènera avec lui. Romualdo, qui ne reconnaît plus Fantagaro, se bat contre elle dans le seul but de retourner au plus vite auprès de sa souveraine. Grâce à l'intervention de Cataldo et de la reine blanche, Romualdo est maintenu sous contrôle pour l'empêcher de tuer Fantagaro, puis assommé par Tonnerre avec la pierre qui revient. Fantagaro, Cataldo, Tonnerre et Romualdo sans connaissance quittent le château noir sur un chariot. Dans l'espoir de retrouver son père, Fantagaro emmène le roi noir en otage. Ils sont rejoints en route par Éclair, le frère de Tonerre, au moment où la reine noire se réveille et part à leur recherche sous sa forme d'aigle. Fantagaro combat la sorcière par la ruse en la mettant au défi de se transformer en cristal, qu'elle brise avec sa pierre. En retournant auprès de Cataldo et Ivaldo, Fantagaro se rend compte que le roi noir est en réalité son propre père, qui avait été ensorcelé par la sorcière noire.

## Fiche technique
- Titre original : Fantaghirò 2
- Titre français : La Sorcière noire
- Réalisation : Lamberto Bava
- Scénario : Gianni Romoli
- Musique : Amedeo Minghi
- Production : Andrea Piazzesi
- Sociétés de production : Mediaset
- Pays d'origine:  Italie
- Langues d'origine: anglais
- Pays de tournage:  Tchécoslovaquie
- Durée : 2 parties de 90 minutes
- Dates de diffusion[1] :
  - Italie : à partir du 20 décembre 1992 sur Canale 5
  - France : à partir de décembre 1993 sur M6.

## Distribution
- Alessandra Martines (VF : Elle-même) : Fantagaro
- Brigitte Nielsen (VF : Évelyn Séléna) : la reine noire
- Kim Rossi Stuart (VF : Luq Hamet) : Romualdo
- Barbora Kodetová : Catherine
- Kateřina Brožová (VF : Magali Barney) : Caroline
- Stefano Davanzati (VF : Vincent Ropion) : Cataldo
- Tomás Valík (VF : Vincent Violette) : Ivaldo
- Katarína Kolajová : la sorcière blanche
- Mario Adorf : le roi, père de Fantagaro
- Anna Geislerová : la reine des elfes
- Karel Roden : Œil d'or
- Jakub Zdenek (VF : Adrien Antoine) : Éclair
- Lenka Kubálková : Tonnerre